# Джулія Чайлд
Джу́лія Чайлд (англ. Julia Child), до шлюбу Маквільямс (McWilliams, 15 серпня 1912 — 13 серпня 2004) — американська кулінарка, письменниця та телевізійна ведуча, що ознайомила американців із французькою кухнею, видавши книгу Мистецтво французької кухні та запровадивши низку телевізійних програм, найвідомішою з яких була започаткована в 1963 програма Французький кухар.
Діяльність Чайлд було взято за основу фільму Джулі та Джулія, в якому її зіграла Меріл Стріп, і телесеріалу 2022 року Джулія з Сарою Ланкашир в її ролі.